# George Takeli
George Angus Takeli (* 25. März 1959 in Suholo, Ulawa, Makira und Ulawa) ist ein pensionierter anglikanischer Bischof in den Salomonen. Er wurde am 17. April 2016 Erzbischof und Primas der Church of the Province of Melanesia sowie Bischof der Diocese of Central Melanesia. Mit dem Erreichen der obligatorischen Altersgrenze von 60 Jahren legte er das Amt nieder.

## Leben
Takeli stand im Dienst der salomonischen Marine, bevor er 1995 zum Priester ordiniert wurde. Er arbeitete gerade an einem D.D. in Theologie an der Charles Sturt University in Australien, als er im August 2009 zum vierten Bischof der Diocese of Temotu gewählt wurde. Er hat auch einen Master of Divinity (M.D.) der University of Auckland in Neuseeland.
Am 12. Februar 2016 wurde er zum sechsten Erzbischof und Primas von Melanesien gewählt. Sein Sitz ist in Honiara. Er wurde am 17. April in der St. Barnabas Provincial Cathedral in Honiara inthronisiert.

## Familie
Takeli war verheiratet mit Lilian, die 2014 verstarb. Er heiratete im Dezember 2015 June.